# Tramlijn 20 (Haaglanden)
Tramlijn 20 van HTM is een voormalige tramlijn in de regio Haaglanden, in de Nederlandse provincie Zuid-Holland.

## Geschiedenis

### 1928-1947
- 1 mei 1928: lijn 20 ingesteld op het traject Laan van Meerdervoort/Pioenweg – Riviervischmarkt. De lijnkleuren waren wit|bruin.[1]
- 23 februari 1936: het eindpunt Laan van Meerdervoort/Pioenweg verlegd naar Meer en Bos met een kopeindpunt in de middenberm.
- 17 november 1944: de dienst op alle Haagse tramlijnen gestaakt vanwege energieschaarste.
- 11 juni 1945: de dienst op lijn 20 hervat op het traject Meer en Bos – Riviervischmarkt. Lijnkleuren waren niet meer van toepassing.
- 15 september 1947: het eindpunt Riviervischmarkt vervangen door de keerlus bij het Kerkplein.
- 1 januari 1948: lijn 20 werd vernummerd in lijn 2.[2]

### 2014
- 6 juni 2014: De tweede lijn 20 werd ingesteld op het traject Thorbeckelaan – Station Hollands Spoor. Lijn 20 verving een gedeelte van de route van lijn 12. Dit vanwege werkzaamheden op de Valkenbosbrug, waar lijn 12 niet zijn hele route kon rijden. Lijn 20 reed van maandag tot en met zaterdag tot 19.00 uur iedere 15 minuten. Lijn 20 reed tot en met 30 augustus 2014. Naast lijn 20, reed ook buslijn 82, die werd ingesteld op het traject Markenseplein (Duindorp) – Kamperfoeliestraat – Monstersestraat. Buslijn 82 verving een gedeelte van de route van lijn 12 en die reed op het traject waar helemaal geen trams konden rijden. Buslijn 82 reed van maandag tot en met zaterdag tot 19.00 uur iedere 15 minuten op het traject Duindorp – Kamperfoeliestraat. 's Avonds na 19.00 uur en op zondag reed buslijn 82 na halte Kamperfoeliestraat door naar halte Monstersestraat met een frequentie van eens per 15 minuten. Buslijn 82 reed tot en met 31 augustus 2014.

### 2019
Het lijnnummer 20 is vanaf jaardienst 2020 een buslijn (Buslijn 20: Station Den Haag Centraal - Duinzigt)

## Illustraties

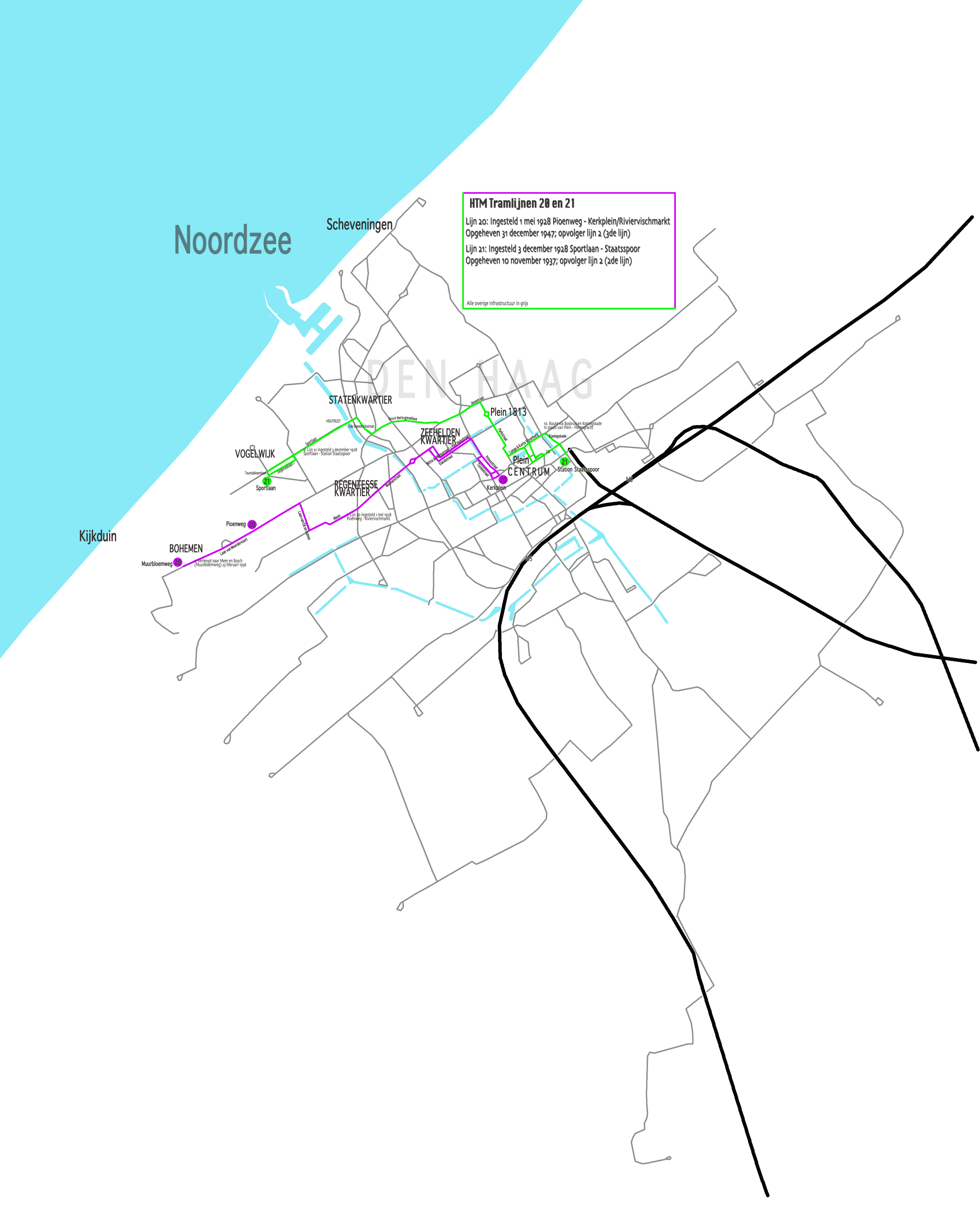
Kaart van de route van lijn 20; zie ook lijn 2.
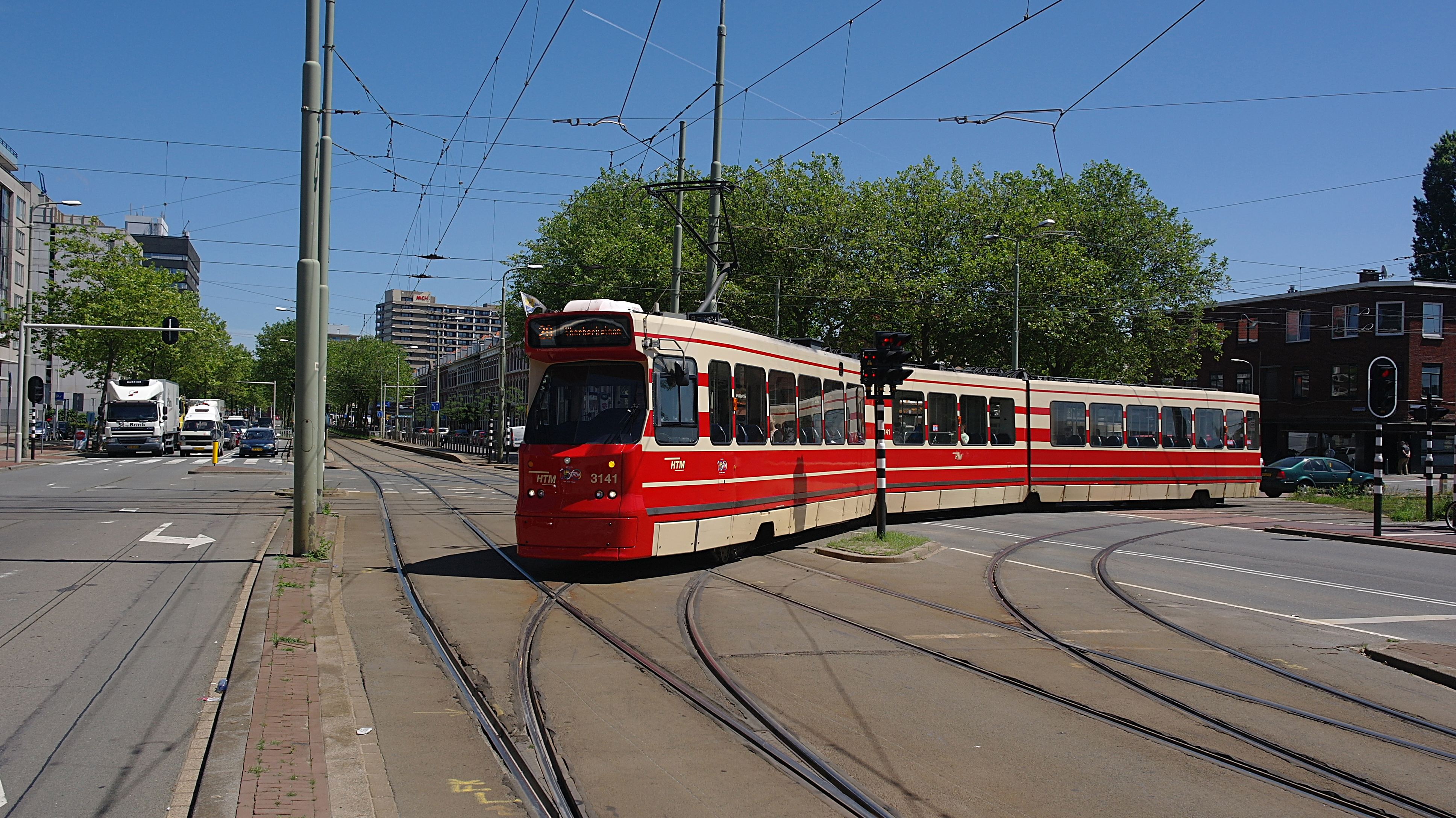
GTL 3141 in dienst op lijn 20 draait van de Monstersestraat de Loosduinseweg op.
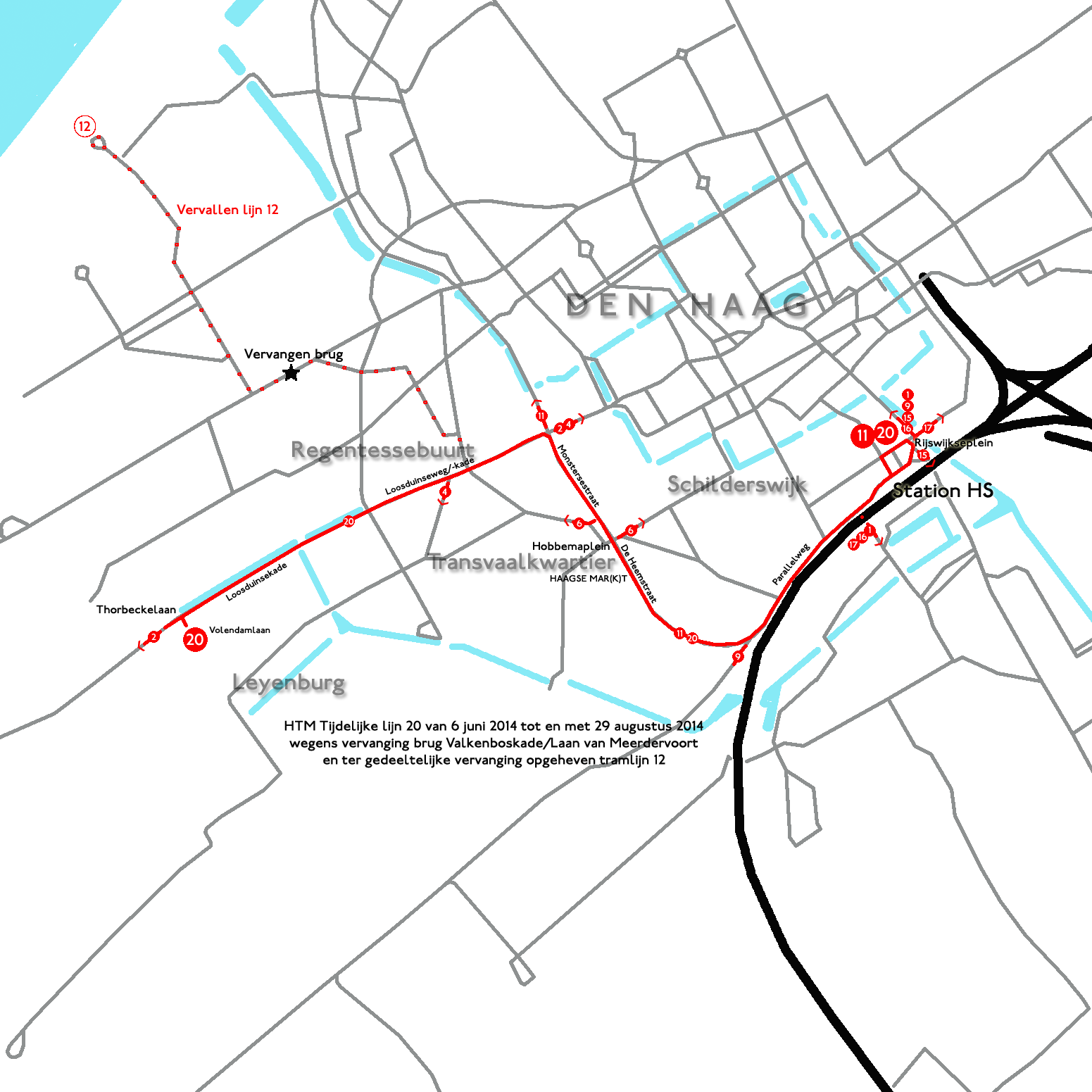
Kaartje van de route van de tijdelijke lijn 20 in 2014.